# Заболотень
Заболотень, Заболотені (рум. Zaboloteni) — село у повіті Ясси в Румунії. Входить до складу комуни Тріфешть.
Село розташоване на відстані 354 км на північ від Бухареста, 36 км на північ від Ясс.

## Населення
За даними перепису населення 2002 року у селі проживали 679 осіб. Рідною мовою 678 осіб (99,9%) назвали румунську.
Національний склад населення села:
| Національність | Кількість осіб | Відсоток |
| -------------- | -------------- | -------- |
| румуни         | 642            | 94,6%    |
| цигани         | 37             | 5,4%     |